# Julio Viera
Julio Viera Fleitas (Las Palmas de Gran Canaria, 8 de julio de 1934 - Palma de Mallorca, 27 de agosto de 2023) fue un pintor español.

## Trayectoria
Artista multifacético. Poseía un estilo próximo al surrealismo. Desde su niñez empleó elementos que tenía a mano para realizar dibujos (tinta de calamar, especias, tiza,...), tomó sus primeras clases de pintura y dibujo en la Escuela Luján Pérez. Trabajó en una mina  de carbón en Bélgica y posteriormente se trasladó a Paris. 
En París, a finales de los años 50, estableció relación con otros pintores españoles que se encontraban en la capital francesa como Alejandro Conde López, y conoce y trata a Salvador Dalí y a Ignacio Domínguez García. 
Bélgica, Roma, París, Berlín, Venecia o Moscú fueron testigo de su talento y acogieron varias de sus afamadas exposiciones. 
Fue Palma de Mallorca el lugar que eligió para quedarse a vivir hasta su muerte. Sin embargo, su ciudad natal, Las Palmas de Gran Canaria, tuvo una fuerte presencia en su producción. 
Dos de sus lienzos monumentales figuran en la Pinacoteca Vaticana. Estos dos cuadros de gran formato (2 metros) llevan por título Cristo Negro y Cristo del Atlántico. El propio Julio Viera se los entregó al papa.
En el Museo Diocesano de Las Palmas de Gran Canaria se puede admirar su obra: "Verónica".

## Reconocimientos
EL Ayuntamiento de Las Palmas de Gran Canaria colocó una Placa en su honor en su casa natal del barrio de San Cristóbal.
En 2014 se realizó una exposición homenaje en Las Palmas de Gran Canaria por sus 80 años.
El Ayuntamiento de Las Palmas de Gran Canaria denominó una calle en su honor en el barrio de Tamaraceite